# OSIソフト
OSIsoft（英: OSIsoft, LLC）は、アメリカ合衆国カリフォルニア州サンレアンドロに本社を置くインダストリアルIoTやM2M分野のソフトウエアベンダー。IoTという言葉が登場する前からリアルタイムデータを活用している。OSIsoftのsoftの部分は、カタカタ表記ではなく英語表記で統一している。

## 概要
オペレーショナルデータを一元管理できる高い汎用性を備えたIoT情報基盤の
PI System（パイシステム）を開発・販売しており、世界127か国以上・19,000か所を
超える拠点に導入されている。
PI Systemは大量のデータを現場からリアルタイムに収集・蓄積・管理・表示・分析でき、
石油・ガス、発送電、採掘、化学、パルプ、製鉄、製薬などさまざまなプロセス産業で
利用されており、近年ではモノのインターネットの普及にともない製造業への提供が進んでいる。

## 沿革
- 1980年10月 - パット・ケネディーがOil Systems, Inc.(現在のOSIsoft, LLC)を設立
- 1985年 - PI Systemを発表(Plant Information System)
- 1990年4月 - 最初の企業ユーザーカンファレンスを開催
- 1995年3月 - PI Serverの出荷台数が1000台に到達
- 2002年5月2日 - PLMベンダーのSequencia社を買収[4]
- 2004年9月 - PI System導入国が100か国に到達
- 2011年 - データの分析、可視化を可能にするPI Coresightを発表[5]
- 2011年1月5日 - Koliner Perkins（英語版）、TCVにより1億3,500万ドル調達[6]
- 2013年9月17日 - 日立製作所と協業で合意[7]
- 2016年1月13日 - SAPとグローバル販売代理店契約を締結[8]
- 2016年1月22日 - 伊藤忠テクノソリューションズと販売代理店契約を締結[9]
- 2016年4月5日 -  三井物産より5%出資(百数十億円程度)を受ける[10]
- 2016年12月13日 - 東京電力と戦略提携[11]
- 2016年12月15日 - 三菱日立パワーシステムズと協業で合意[12]
- 2017年5月31日 - ソフトバンク・ビジョン・ファンドより出資を受ける(出資比率はsignificant minority≒20～40％とされている)[13]
- 2018年4月25日 - 関西電力と協業で合意[14]
- 2019年9月16日 - Teknowlogy社のThe IoT Survey 2019において産業分野のIoTプラットフォームとして最高評価を得る[15]
- 2020年1月31日 - 三菱ケミカルと国内初のEnterprise Agreementを締結[16]